# Gonospira madgei
Gonospira madgei es una especie de molusco gasterópodo de la familia Streptaxidae en el orden de los Stylommatophora.

## Distribución geográfica
Es  endémica de Mauricio.  